# Montbrun-Lauragais
Montbrun-Lauragais is een gemeente in het Franse departement Haute-Garonne (regio Occitanie) en telt 538 inwoners (2004). De plaats maakt deel uit van het arrondissement Toulouse.

## Geografie
De oppervlakte van Montbrun-Lauragais bedraagt 10,9 km², de bevolkingsdichtheid is 49,4 inwoners per km².
De onderstaande kaart toont de ligging van Montbrun-Lauragais met de belangrijkste infrastructuur en aangrenzende gemeenten.

## Demografie
De figuur toont het verloop van het inwonertal (bron: INSEE-tellingen).